# Кицбюелски Алпи
Кицбюелски Алпи (на немски: Kitzbüheler Alpen) се нарича планинска верига в Тирол, Австрия, част от Централните източни Алпи. Дълга е около 70 км. Носи името си по разположения в подножието му град Кицбюел. Има асиметричен профил със стръмни южни склонове, спускащи се към долината на река Залцах и полегати северни склонове. От северната страна са образувани няколко дълбоки долини, в които текат притоци на река Ин. Най-голямата - на река Кицбюелер Ахе - разделя хребета на две части: Глемталските Алпи на изток и Келхзаерските Алпи на запад. От запад той започва от Цилерталската долина, а на изток достига до малкото езеро Целерзее. Проходът Герлос го свързва с Цилерталските Алпи.
Тази част от планината е сравнително ниска, с върхове между 2200 и 2600 м. Най-висок от тях е Кройцьох (2558 м), следван от Залцахгайер (2469 м) и Крондълхорн (2444 м). Тук няма ледници и върхове с отвесни стени и остри ръбове. Няма достатъчно условия за алпинизъм, за разлика от ски спорта. Скиорите могат да използват над 1240 км ски писти и над 400 лифта. Повечето от тях са съсредоточени в района на Кицбюел, който има световна слава на зимен курорт.
Кицбюелските Алпи привличат и много пешеходни туристи, които ги посещават както през лятото, така и през зимата. Забележителни са гледките към хребета Висок Тауерн, който се намира на юг, отвъд Залцах.